# Café Moderno (Pontevedra)
O Café Moderno é um edifício art nouveau e eclético localizado na Praça de São José, em Pontevedra, na Espanha. É o edifício art nouveau mais importante da cidade. Atualmente é a sede de um dos centros socioculturais de Pontevedra de Afundación, pertencente ao banco Abanca.

## História
No local onde o edifício foi erguido estava o antigo Pazo dos Gago de Mendoza. Foi promovido pelo rico nativo de Pontevedra que voltou de Cuba, Bernardo Martínez-Bautista Herrera, e foi concluído em 1902. Foi projetado para abrigar um prédio de dois andares com quatro apartamentos (dois por andar), incluindo o do próprio burguês Martínez-Bautista no primeiro andar e o rés-do-chão para acomodar o Café Moderno. No apartamento do segundo andar, à esquerda, nasceu em 1913 o grande arquiteto de Pontevedra, mestre do movimento moderno em Espanha, Alejandro de la Sota.
No ano de 1903, Valentín García Termes Valentín García Termes arranjou os locais no rés-do-chão e, em 30 de maio de 1903, foi inaugurado o Café Moderno, referência artística em arquitetura comercial de interiores. Também funcionou como local de shows de variedades e teve o primeiro cinematógrafo da cidade em 1904.
O Café Moderno tornou-se um centro literário e artístico onde foram criadas novas ideologias republicanas, socialistas e galéguistas. Personagens como Castelao, Valentín Paz-Andrade, Alexandre Bóveda e Ramón Cabanillas se reuniram em seus quartos. Em 1932, o Café Moderno também recebeu Federico García Lorca.
Foi no Café que foi escrito o primeiro Estatuto de Autonomia da Galiza. Com a chegada do militarismo em 1936, a sua atividade diminuiu e após algumas décadas sem atividade, terminou fechando as portas.
O edifício foi adquirido em 1973 pela Caixa Rural Provincial de Pontevedra para ser usado como sede da entidade, cuja atividade teve início em janeiro de 1974.
Em julho de 1998, o arquiteto Alvaro Siza realizou a reforma completa do edifício pela Fundação Caixa Galicia. Os elementos decorativos (principalmente os afrescos e pinturas) foram recuperados, tanto no rés-do-chão quanto nas casas. Em 24 de outubro de 2000, o café reabriu. O rés-do-chão ainda funciona como um café e os andares superiores são salas de exposições e escritórios.

## Construção e estilo
O edifício possui uma fachada de pedra com decoração eclética e galerias de ferro forjado. Apresenta um tratamento geométrico dos elementos ornamentais, alguns clássicos, como as palmetas na cornija e a alvenaria não biselada em faixas contínuas ao longo da fachada. Uma entrada ampla e elegante leva à escada de madeira do edifício.
O uso de três materiais é notável : alvenaria de granito, ferro fundido e madeira. No rés-do-chão, as janelas com padrões florais estilizados lembram as Arts & Crafts ingleses. O ferro fundido é distribuído por vários elementos da casa, como as varandas das fachadas, as colunas coríntias no rés-do-chão dos quartos do Café Moderno, a balaustrada da escada central ou a escada que leva ao jardim.
A parte de trás do edifício é totalmente coberta por uma grande galeria de madeira que repousa no chão sobre pilares de pedra. O acesso ao jardim faz-se através do primeiro andar à esquerda. O jardim está equipado para o lazer da família com espécies tropicais, quiosques, sebes e fontes.
O interior do edifício Café Moderno é o melhor exemplo de Art Nouveau da cidade. A casa de Bernardo Martinez-Bautista é a única com tetos e paredes decorados. Os quartos luminosos do Café contêm os espelhos e candeeiros originais e exemplos dos modelos franceses, florais e clássicos com os quais a burguesia espanhola decorou as suas casas na segunda metade do século XIX. A decoração interior inclui pinturas cômicas de Monteserín do início do século XX   e as três pinturas histórico-mitológicas de Carlos Sobrino incorporadas em 1914, bem como as paisagens de Pintos Fonseca (1940) e o mural de Laxeiro (1949).

## Cultura
Do lado de fora, na praça San José, fica o Monumento à Tertúlia ou Literary Circle in Modern Coffee, que recria as reuniões dos mais importantes intelectuais galegos do primeiro terço do século XX como Castelao, Alexandre Bóveda, Valentín Paz-Andrade ou Ramón Cabanillas, que se conheceram na cidade, sendo o ponto de encontro por excelência o Café Moderno. Dentro do café, há também um monumento desses famosos intelectuais.

## Galeria

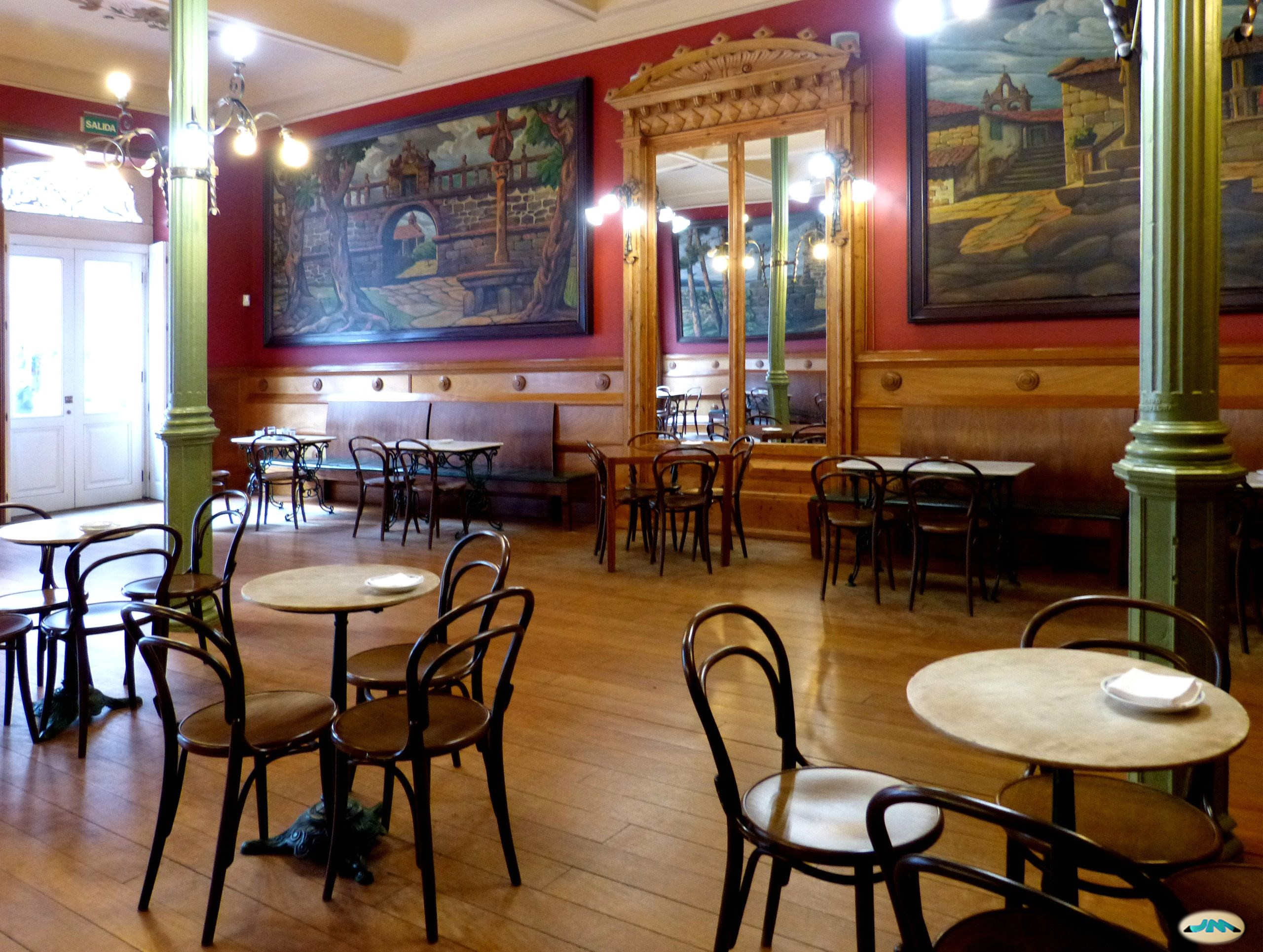
Interior Art Nouveau
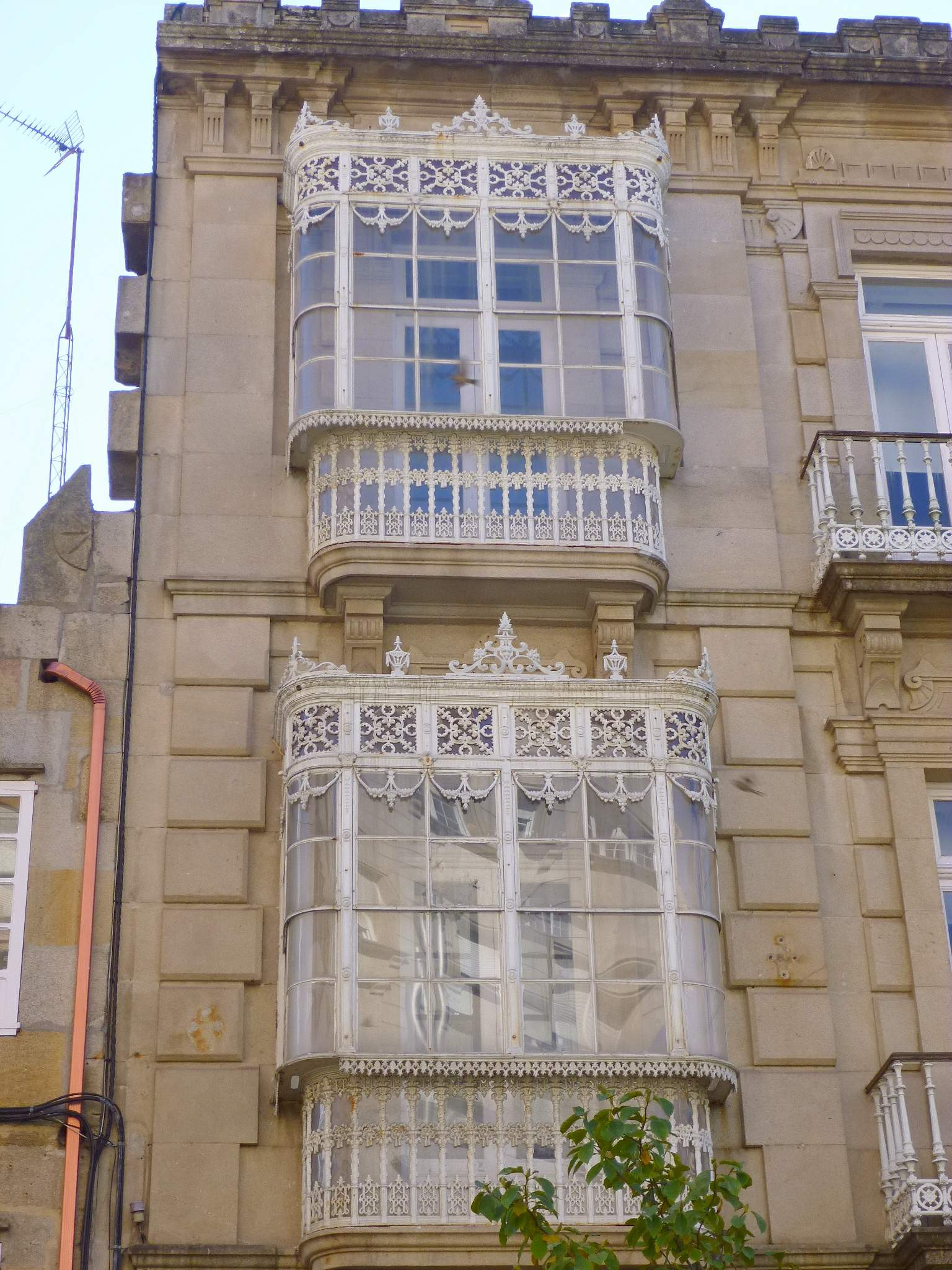
Galeria Art Nouveau
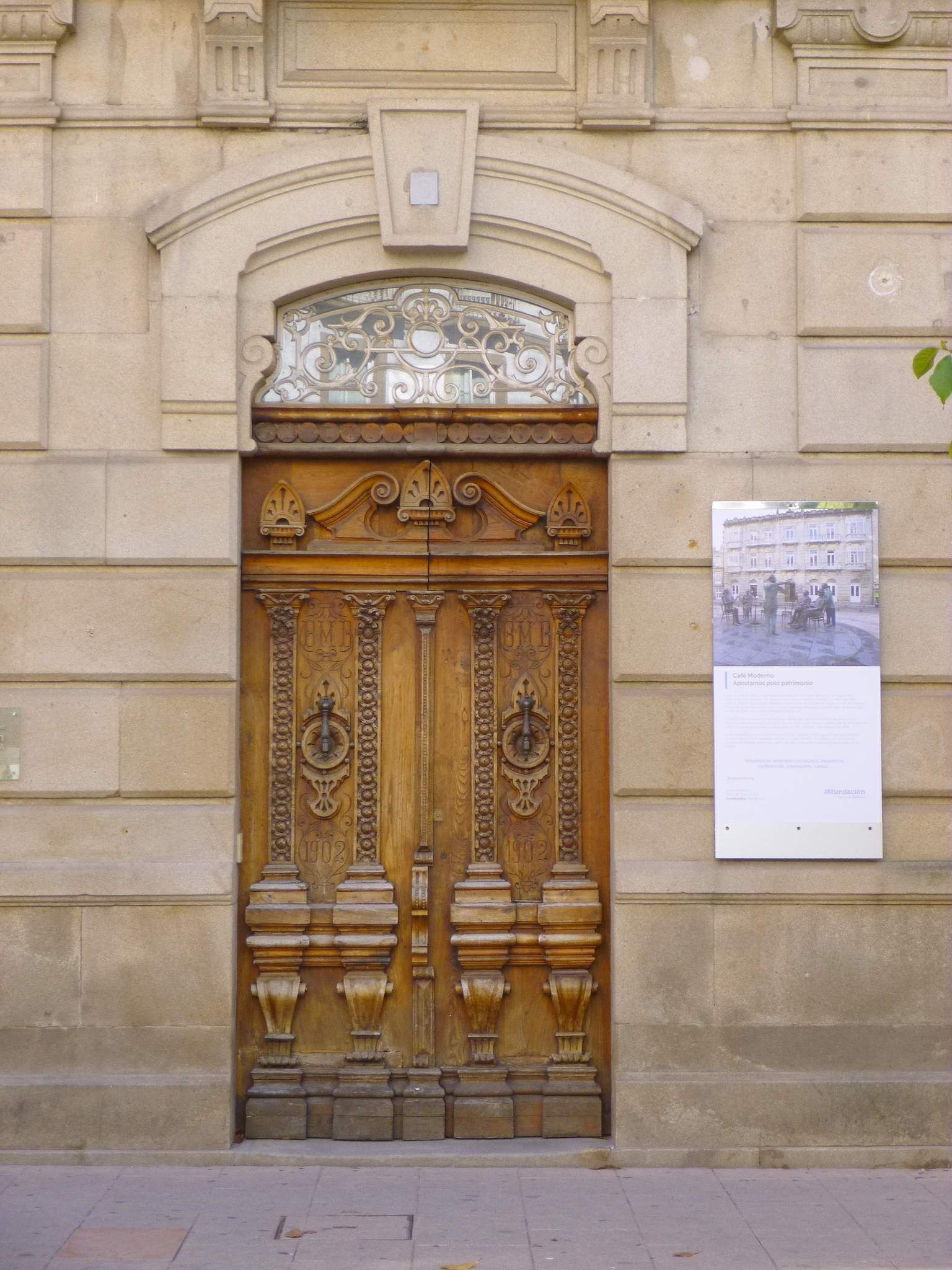
Porta de entrada para o edifício
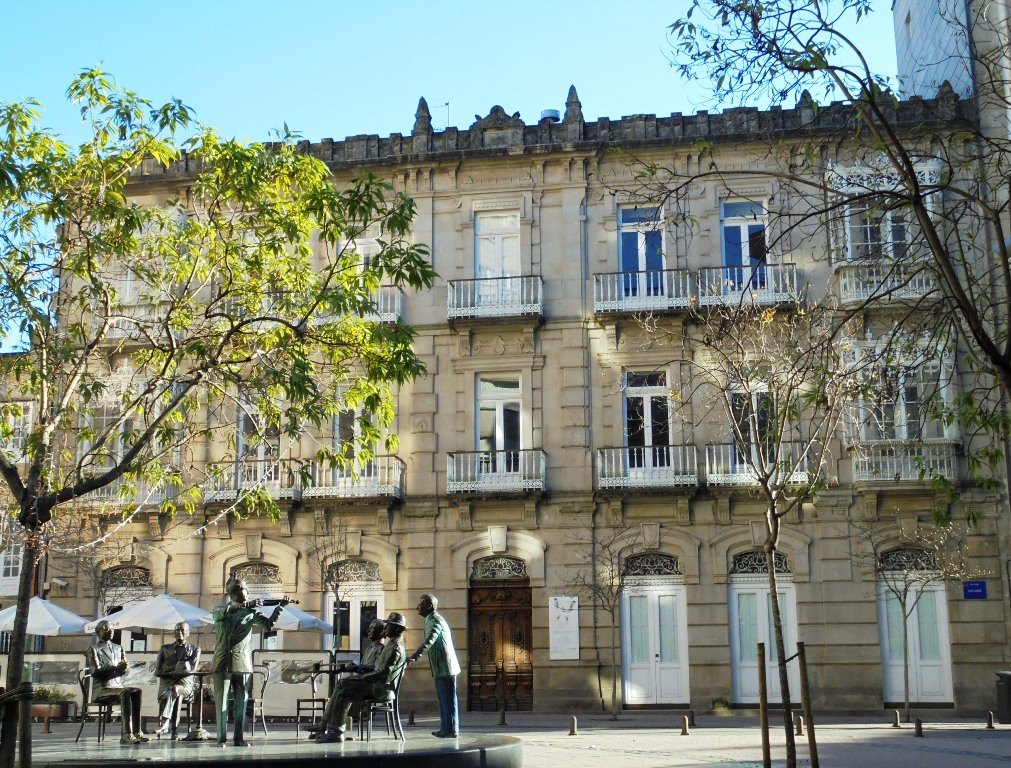
Fachada e Monumento à Tertúlia
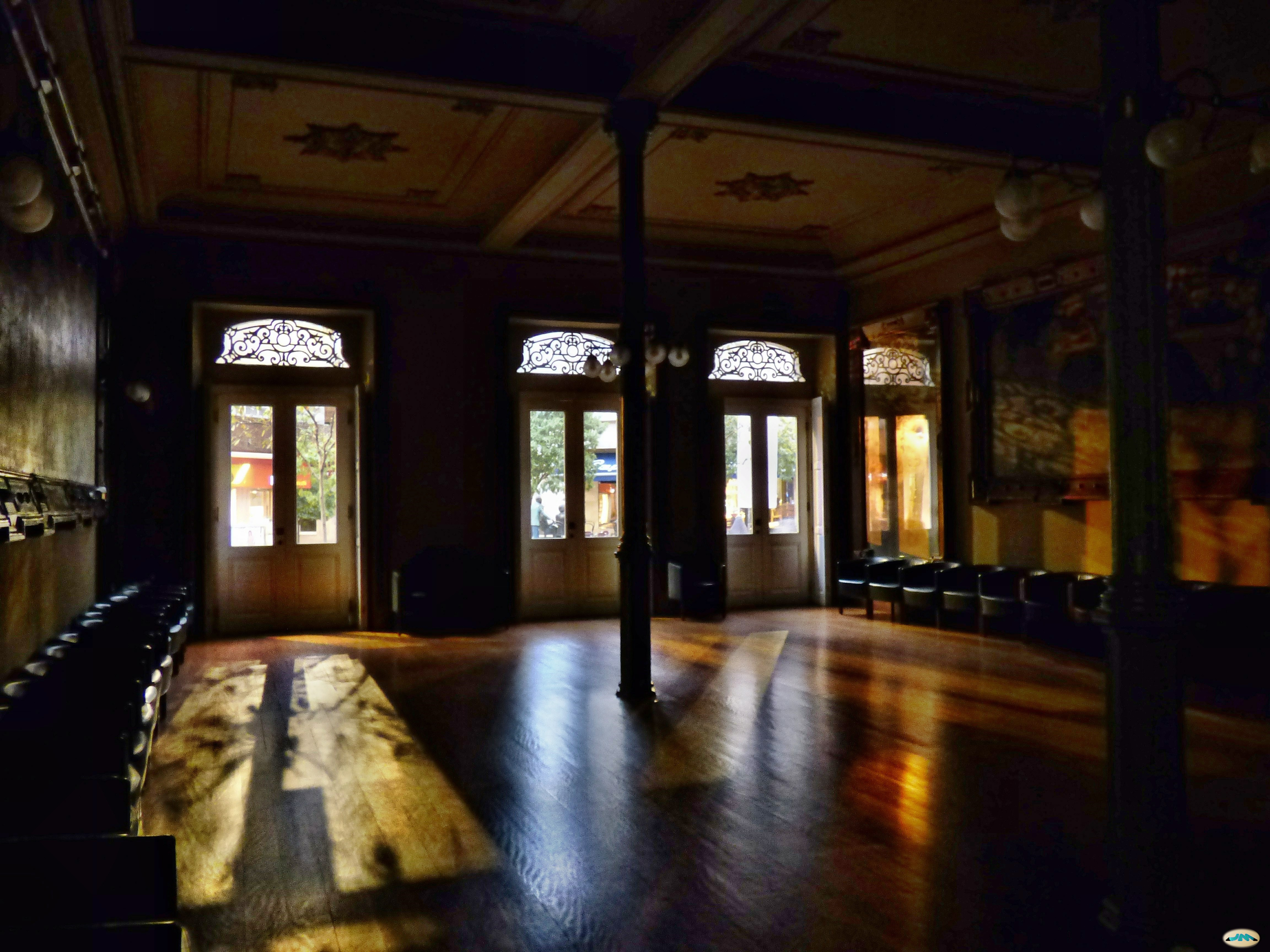
Interior
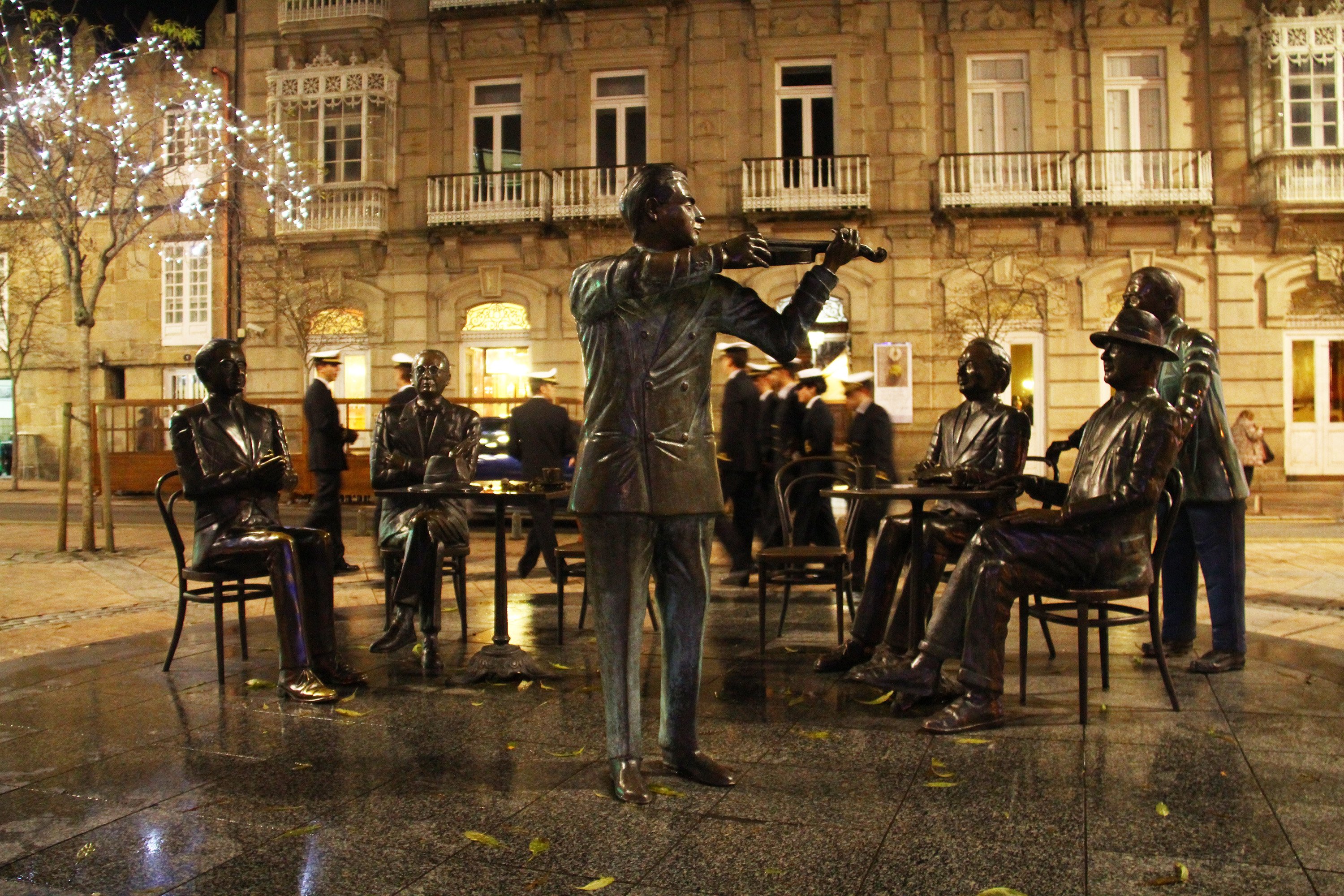
Monumento à Tertúlia em frente ao Café
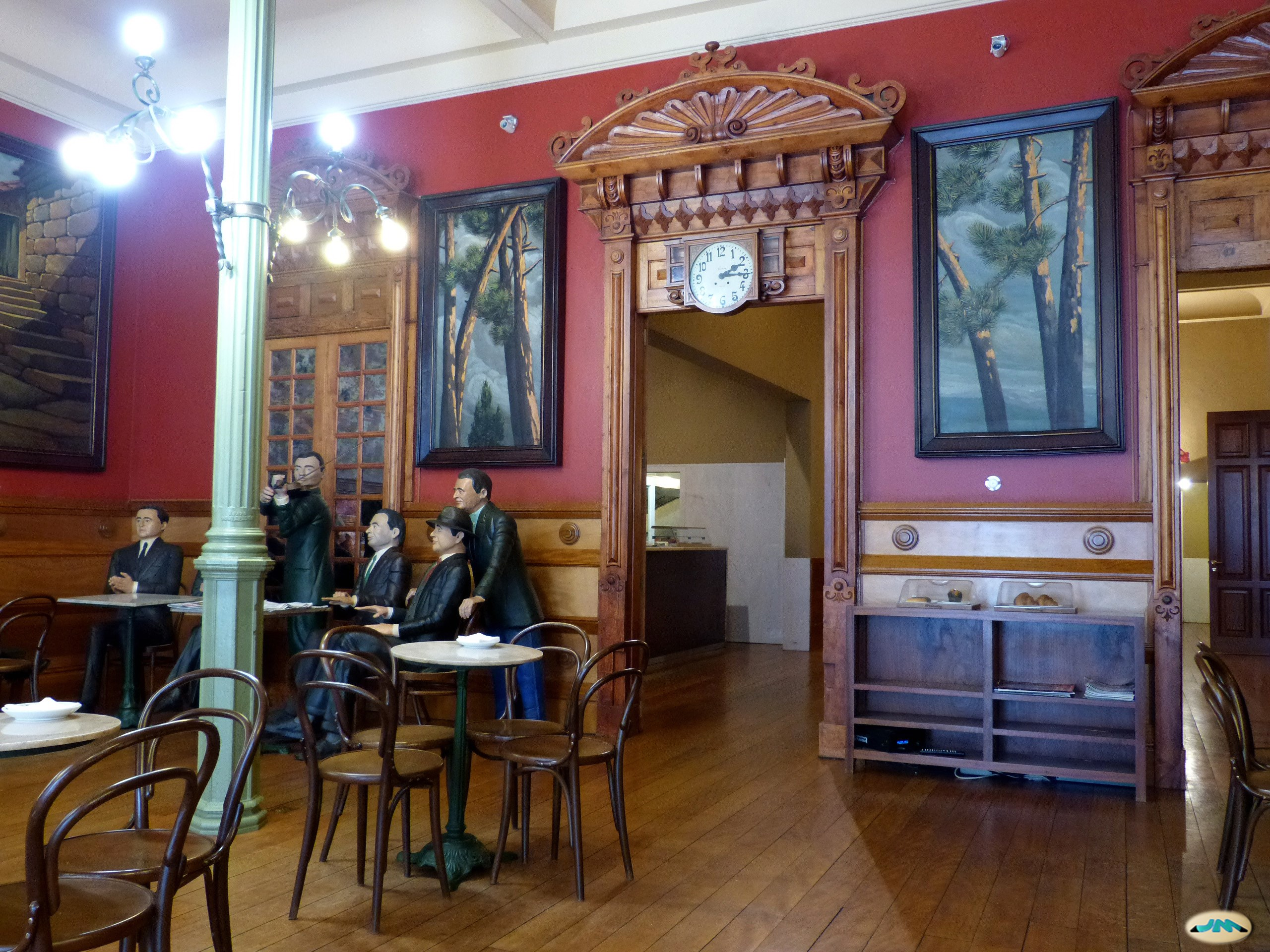
Monumento à Tertúlia dentro do café
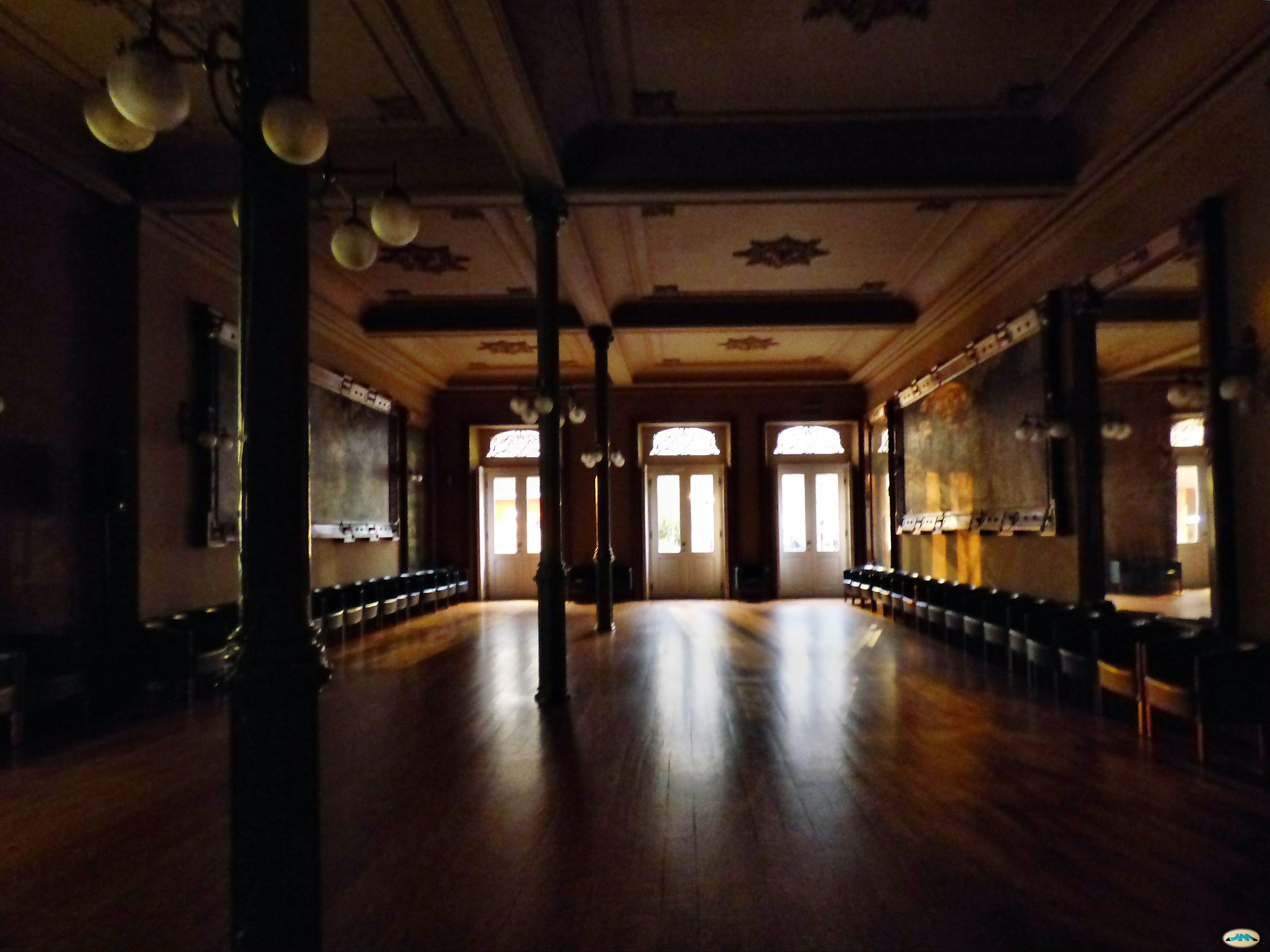
Sala interior

### Outros artigos
- Praça de São José
- Alejandro de la Sota